# Терсо (река)
Терсо (енгл. River Thurso) је река у Уједињеном Краљевству, у Шкотској. Дуга је 43 km. Улива се у Атлантски океан. 